# Wapping-Tunnel

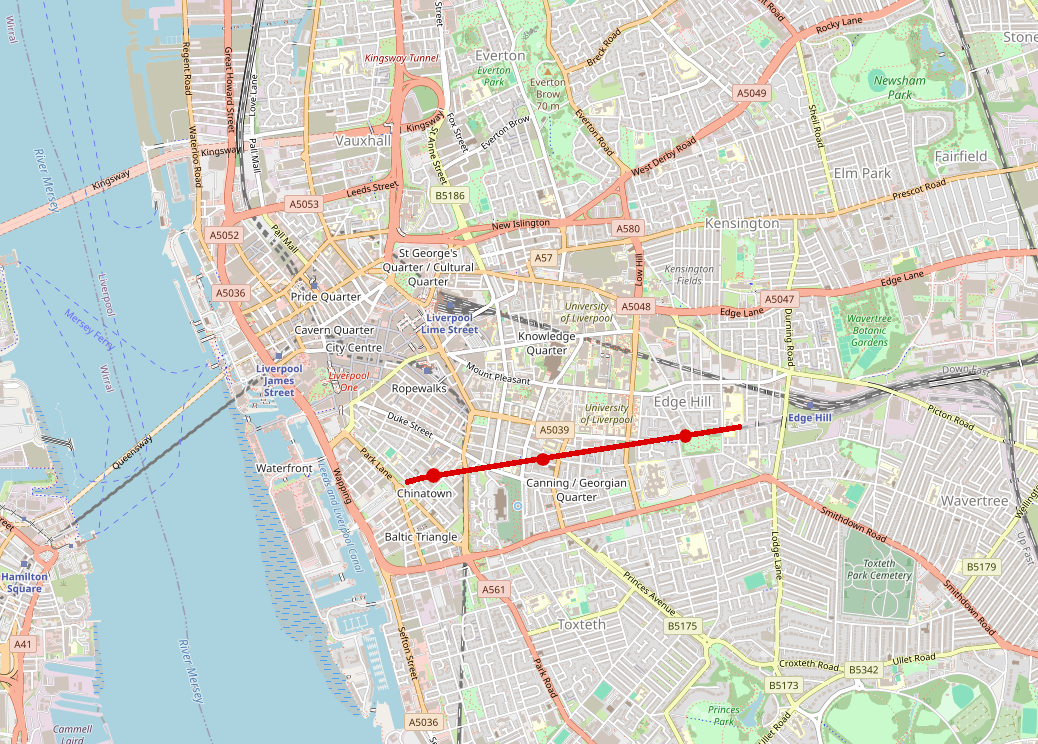
Wapping-Tunnel auf der OSM-Karte mit den erhaltenen Lüftungsschächten

Der Wapping-Tunnel ist ein historischer Eisenbahntunnel in Liverpool. Er wurde zwischen 1826 und 1829 nach den Plänen von George Stephenson gebaut und diente dem Gütertransport vom Hafen am Mersey zur Strecke der Liverpool and Manchester Railway (L&M). Noch vor der offiziellen Eröffnung des durchgehenden Bahnverkehrs nach Manchester im Jahr 1830 wurde der Tunnel in Betrieb genommen.
Der Tunnel nimmt einen besonderen Platz in der Geschichte ein, denn er ist der erste unter einer Stadt hindurchgebohrte Verkehrstunnel der Welt. Er ist 2048 Meter lang, verläuft bergab von Edge Hill zum Güterbahnhof Park Lane in der Nähe der Wapping Docks. Da wegen des starken Gefälles die ersten Dampflokomotiven die Steigung nicht bewältigen konnten, wurde die Strecke mit stationären Dampfwinden als schiefe Seilebene betrieben, bei der die Güterwagen mit einem Seil bergauf gezogen wurden.
Der Tunnel wurde 1972 geschlossen; seine Eingänge in Edge Hill und das hafenseitige Portal in der Kings Dock Street sind bis heute sichtbar. Es gab mehrere Projekte zur Wiederverwendung des Eisenbahntunnels für moderne Verkehrszwecke, doch diese wurden letztlich nicht umgesetzt.

## Geschichte
Die erste Eisenbahnverbindung zwischen zwei Städten war die Liverpool and Manchester Railway (L&M). Da Liverpool von einer Hügelkette umgeben ist, waren am westlichen Ende der Strecke zwei Tunnel erforderlich.
Der kürzere, 266 m lange Crown-Street-Tunnel verband den Einschnitt bei Edge Hill (englisch Edge Hill Cut) mit dem damaligen Personenbahnhof an der Crown Street. Der längere, über zwei Kilometer lange Tunnel führte die Strecke bis an das Ufer des Mersey, wo sich der Hafen befand.

### Bau
Die Arbeiten am Wapping-Tunnel begannen im Jahr 1827. Für seinen Bau wurden mehrere vertikale Schächte abgeteuft, von denen aus in beiden Richtungen Pilotvortriebe durchgeführt wurden, bis diese sich trafen. Der Bau verlief jedoch nicht ohne Schwierigkeiten. George Stephenson plante den Tunnel auf Basis einer Vermessung von T. L. Gooch. Dabei unterliefen Gooch Fehler, die der für den Bau verantwortliche Ingenieur Charles Vignoles nicht erkannte. Während der Bauarbeiten kam es zu Bodensenkungen, sodass die Häuser am Great George Square einzustürzen drohten, was letztlich zum Baustopp führte.
Ein weiterer Ingenieur George Stephensons, Joseph Locke, erstellte einen Bericht, in dem er die Probleme darlegte und Empfehlungen zur Behebung der Fehler gab. Vignoles trat daraufhin zurück und Locke wurde mit der Fertigstellung des Tunnels beauftragt. Er ließ Seitenschächte graben, die zur Überprüfung der Ausrichtung und zur Fehlerkorrektur verwendet wurden. Der Tunnel wurde im Jahr 1829 fertiggestellt und vor dem Rest der Strecke eröffnet. Die offizielle Eröffnungsfeier fand im Juli desselben Jahres statt.

### Betrieb

#### Liverpool and Manchester Railway (L&M)
Der zweigleisige Tunnel war nicht für den Lokomotivbetrieb ausgelegt, da die Steigungen für die Lokomotiven jener Zeit als zu groß erachtet wurden. Die Züge fuhren mit Hilfe der Schwerkraft abwärts zum Hafen und wurden mithilfe einer Seilwinde nach Edge Hill hochgezogen. Die Winde befand sich im Einschnitt von Edge Hill auf Höhe der Chatsworth Street. Der Antrieb erfolgte durch eine 50-PS-Dampfmaschine von Stephenson. Sie vermochte, an ihrem Hanfseil sechs Güterwagen mit einem Durchschnittsgewicht von je vier Tonnen hochzuziehen. Der vorderste Wagen wurde dabei mit einem kurzen, starken Seil mit dem Umlaufseil der Windenanlage verbunden. Die Lokomotiven wurden erst in Edge Hill an die Züge gekuppelt.
Fußgänger durften den Tunnel auch nach seiner Inbetriebnahme begehen. Die Gefahren wurden schnell deutlich, sodass sie nicht mehr zugelassen wurden. In den ersten Jahren kam es mindestens in zwei Fällen zu Seilbrüchen, bei denen die Wagen im Tunnel zum Hafen hinunterrollten und entgleisten. Bei diesen Unfällen wurde niemand getötet oder verletzt.
Auf dem Güterbahnhof Wapping wurden zum Rangieren Pferde eingesetzt. Sie zogen die bergwärts fahrenden Züge ein kurzes Stück in den Tunnel hinein, da die Gleise am westlichen Ende des 270 m langen Tunnels horizontal verliefen. Der Seilzug begann erst am unteren Ende des Gefällabschnitts. Um den Pferden das Gehen zu erleichtern, wurden die Zwischenräume zwischen den Gleisen mit Brettern ausgelegt, um eine ebene Oberfläche zu schaffen.

#### London & North Western Railway (LNWR)
Am 8. August 1845 ging die Liverpool and Manchester Railway (L&M) in der Grand Junction Railway auf, die sich nur ein Jahr später, am 16. Juli 1846, mit anderen Gesellschaften zur London and North Western Railway (LNWR) zusammenschloss.
Im Jahr 1849 wurden die Fördermaschinen beim Edge-Hill-Einschnitt durch neue Maschinen ersetzt, die in der Nähe des heutigen Bahnhofs Edge Hill aufgestellt wurden. Diese Winden wurden auch für den Betrieb des ebenfalls als schiefe Seilebene gebauten Waterloo Dock Branch benötigt. Gleichzeitig wurde der Edge-Hill-Einschnitt verbreitert und südlich des Wapping-Tunnels ein neuer, zweigleisiger Crown-Street-Tunnel gebaut. Auf den schiefen Seilebenen wurden fortan Stahl- statt Hanfseile verwendet, sodass schwerere Züge mit bis zu 16 Wagen die Rampe hinaufgezogen werden konnten. Das Stahlseil war mit einem Förderwagen verbunden, an den der Zug angekuppelt wurde.

#### Lokomotivbetrieb
In den 1890er Jahren waren die Lokomotiven leistungsfähig genug, um den Wapping-Tunnel auf Lokomotivbetrieb umzustellen. Zur Entrauchung wurden fünf Lüftungsschächte gebaut. Möglicherweise wurden die Schächte an den Stellen abgeteuft, an denen sich die ursprünglichen, für den Bau des Tunnels erforderlichen vertikalen Schächte befunden hatten.
Zeitgleich mit dem Bau der Lüftungsschächte wurde der Güterbahnhof Wapping erweitert. Um das nun größere Areal bedienen zu können, mussten zusätzliche Gleise verlegt werden. Dazu wurde der Wapping-Tunnel zwischen der Park Lane/St. James Street und der Upper Frederick Street aufgeschlitzt und in einen offenen Einschnitt umgewandelt. Das neue Westportal ⊙ wurde verbreitert, um eine Dreiwegeverzweigung aufzunehmen. Die neu verlegten Abzweigungen zu beiden Seiten des ursprünglichen Gleises führten in kurzen Tunneln unter der Park Lane beziehungsweise der Jamaica Street hindurch in den erweiterten Bahnhofsbereich. Zur Steuerung der Weichen wurde ein Stellwerk in die nördliche Wand des Einschnitts integriert.

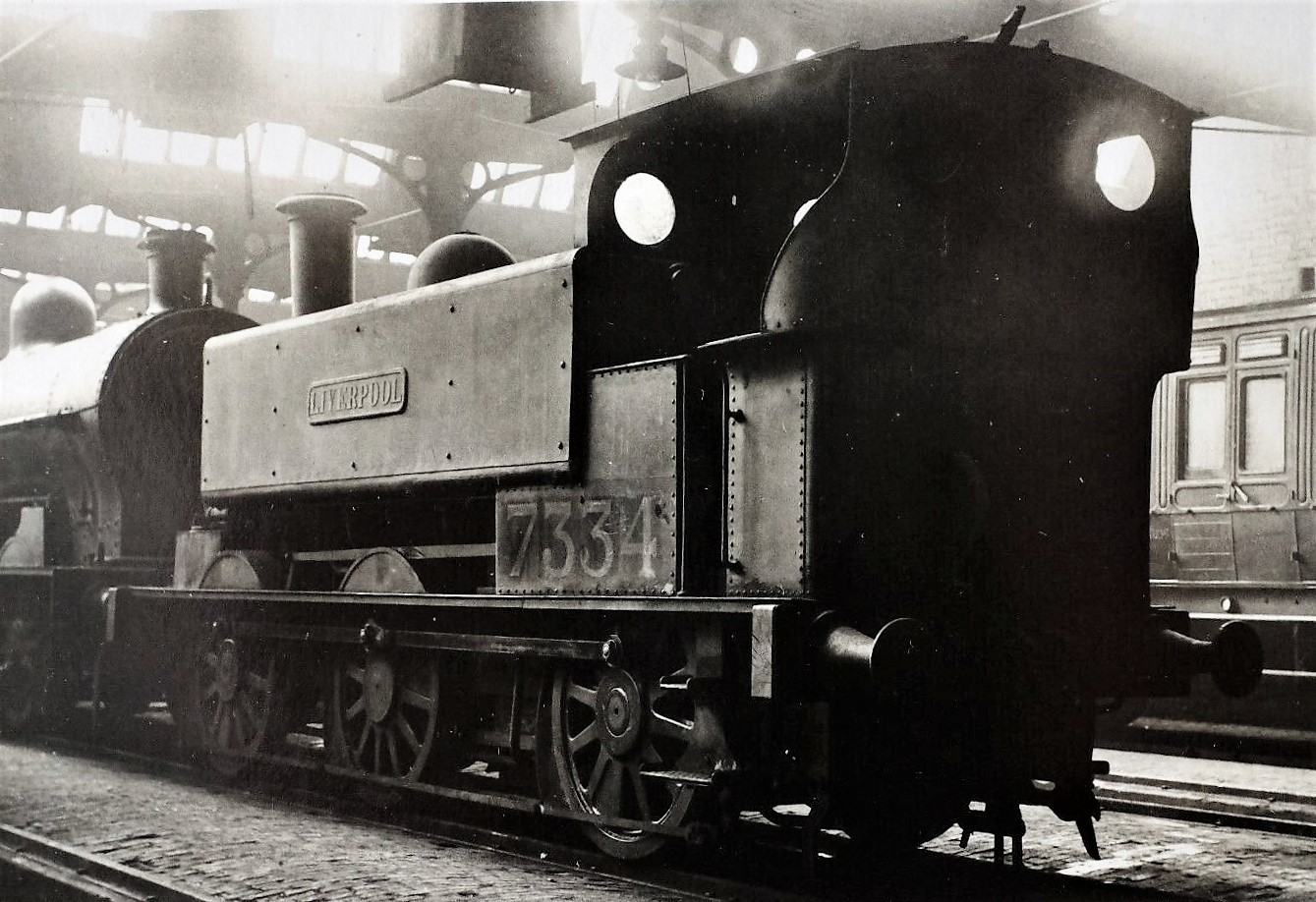
LMS Nr. 7334 Liverpool, eine von zwei Tenderlokomotiven, die für den Wapping-Tunnel umgebaut wurden

Die Arbeiten waren am 11. Mai 1896 abgeschlossen, als der Lokomotivbetrieb aufgenommen wurde. Zum Einsatz kamen die beiden Tenderlokomotiven Nr. 3186 und die Nr. 3021 der LNWR-Klasse Special Tank. Für den Dienst im Wapping-Tunnel wurden sie mit einem einfachen Führerhaus ausgestattet, bestehend aus einem von vier Pfosten getragenen Dach. Zudem erhielten sie abweichend vom Standard eckige seitliche Wasserkästen sowie eine Vorrichtung zur Kondensation eines Teils des Abdampfs, wobei das Kondensat in die Wasserkästen zurückgeführt wurde. Nach der Umstellung des Waterloo Dock Branch auf Lokomotivbetrieb wurden diese Maschinen für die Zubringerzüge zu den Ozeandampfern eingesetzt. Infolge ihres Einsatzes im Personenverkehr erhielten sie eine Saugluftbremse, den typischen Anstrich der Reisezuglokomotiven sowie auf den Wasserkästen die Namen und Wappen von Euston beziehungsweise Liverpool.
Die Lokomotiven kamen ausschließlich für die Bergfahrt zum Einsatz; talwärts wurden die Züge weiterhin allein durch die Schwerkraft bewegt. Zur Sicherheit war jedem Zug ein Bremswagen sowohl an der Spitze als auch am Schluss beigestellt. Die Lokomotiven benutzten ausschließlich das nördliche Streckengleis, das sowohl für die bergauf geführten Züge wie auch für die Leerfahrt nach Park Lane genutzt wurde. Trotz vorhandener Lüftungsschächte waren die Arbeitsbedingungen im verrauchten Tunnel äußerst belastend.

#### London, Midland and Scottish Railway (LMS)

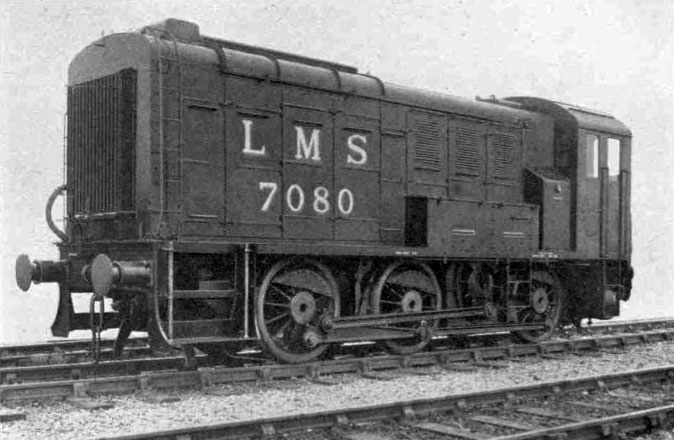
Diesellokomotive Nr. 7080 der LMS

Am 1. Januar 1923 wurde die London & North Western Railway (LNWR) in die London, Midland & Scottish Railway (LMS) integriert. Die LMS benannte den Güterbahnhof Wapping in Park Lane um. In den 1930er-Jahren ersetzte sie die im Tunnel eingesetzten Dampflokomotiven durch dreiachsige Diesel-Rangierlokomotiven aus der Baureihe LMS Nr. 7080–7119, die später als BR-Klasse D3/7 bezeichnet wurden. Der Einsatz der Diesellokomotiven, die eine Leistung von 350 PS hatten, führte zu einer spürbaren Verbesserung der Arbeitsbedingungen im Tunnel.
Während des Zweiten Weltkriegs erlitt der Güterbahnhof Park Lane schwere Schäden. Am 1. Januar 1948 gingen der Wapping-Tunnel und der Güterbahnhof in den Besitz der London Midland Region von British Railways (BR) über.

### Schließung
Seit den 1840er Jahren dehnte sich der Hafen von Liverpool kontinuierlich nach Norden aus. Mit jedem neu errichteten Dock wuchs auch dessen Größe im Vergleich zum Vorgänger. In den 1950er Jahren wurde der Großteil des Schiffsverkehrs über die Norddocks abgewickelt, während nur noch kleinere Schiffe die älteren Hafenanlagen im Süden nutzten. In den 1960er Jahren kam der Betrieb in den ältesten Docks nahe dem Güterbahnhof Park Lane nahezu zum Erliegen. Gleichzeitig verlagerte sich der Gütertransport zunehmend auf die Straße. Die Schließung von Park Lane, Liverpools ältestem Güterbahnhof, am 1. November 1965 war daher unausweichlich. Der verbleibende Güterverkehr wurde fortan über die nördlich gelegenen Bahnhöfe abgewickelt. Mit der Schließung des Güterbahnhofs Park Lane endete auch der Verkehr durch den Wapping-Tunnel, sodass die Gleise kurz darauf entfernt werden konnten.

## Projekte zur weiteren Nutzung

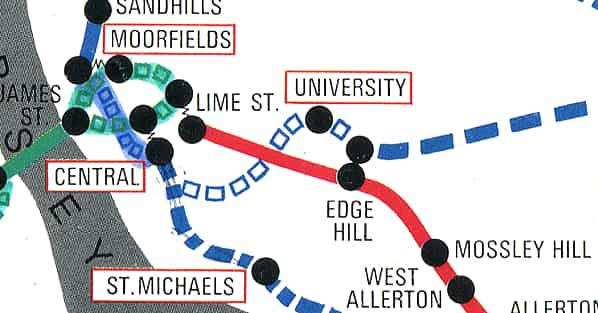
Karte aus einer Merseyrail-Broschüre von 1975 mit der geplanten Strecke zwischen Liverpool Central und Edge Hill über University

Anfang der 1970er Jahre entstanden Pläne, einen Teil des Wapping-Tunnels wieder für den Eisenbahnverkehr zu nutzen. Er sollte eine Verbindung von Liverpool Central über die Universität nach Edge Hill gebaut werden. Dazu war vorgesehen gewesen, neue Tunnelabschnitte sowohl am östlichen als auch am westlichen Ende an den Wapping-Tunnel anzuschließen. Zwar wurde ein Teil des westlichen Verbindungstunnels von Liverpool Central aus gebaut, doch erreichte er nie den Wapping-Tunnel. Das Projekt wurde im Zuge der Rezession Anfang der 1980er-Jahre eingestellt, wird jedoch seither immer wieder diskutiert – zuletzt im Jahr 2009.
Derzeit gehört der Wapping-Tunnel dem Liverpool City Council, aber nur wenige Leute bekommen ihn je zu sehen. Etwa 50 Meter des Tunnels am Ende von Wapping sind überflutet, weil Bauschutt im Tunnel abgelagert wurde.

## Bauwerk

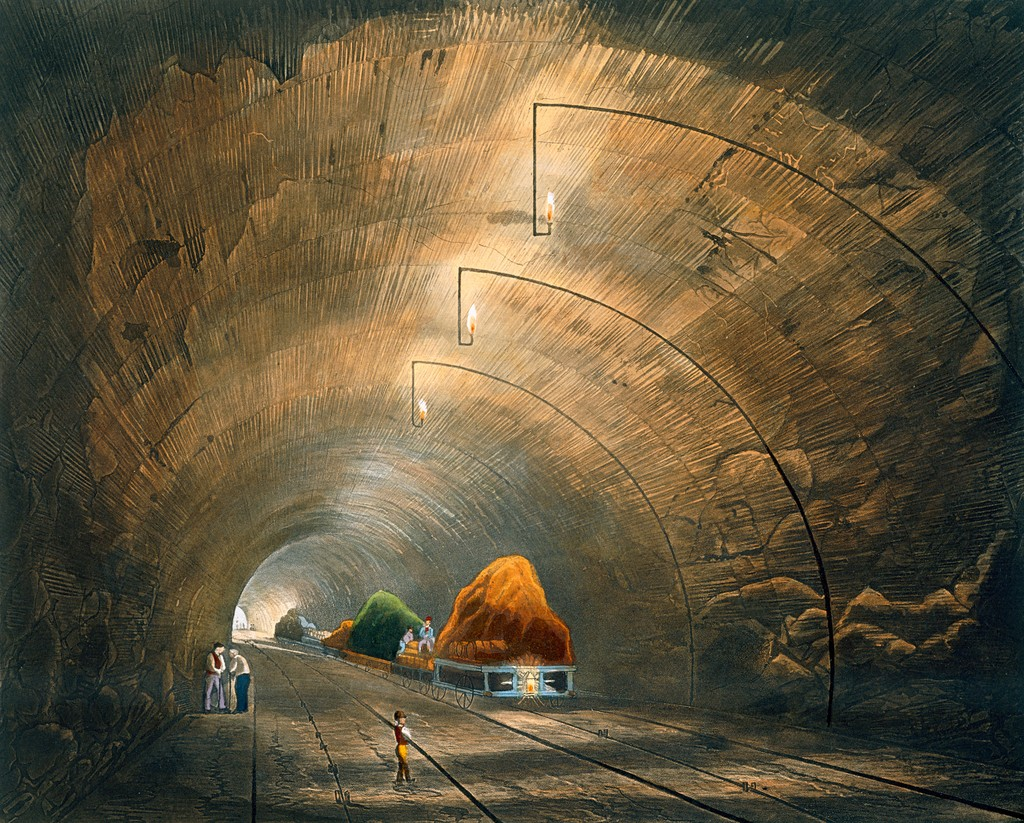
Zeitgenössische Darstellung des Wapping-Tunnels mit der Gasbeleuchtung

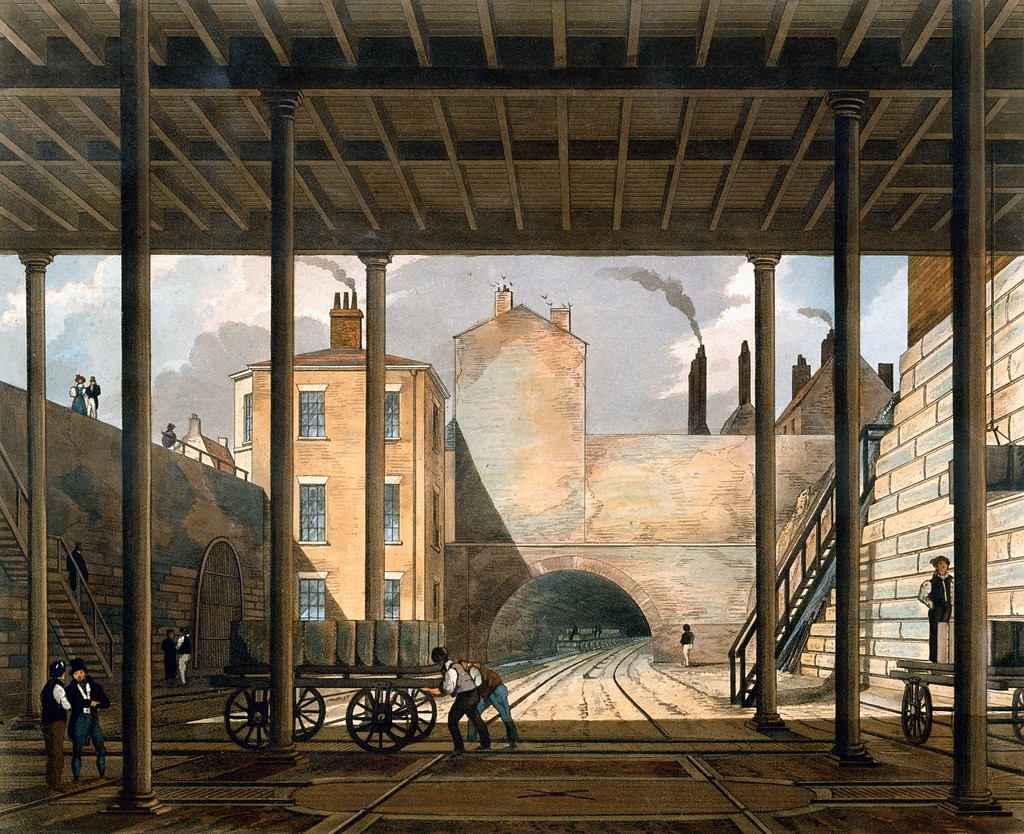
Güterbahnhof Wapping mit dem westlichen Portal des Tunnels

Der zweigleisige Tunnel ist 2048 Meter lang und verläuft bergab von Edge Hill bis zum Güterbahnhof Park Lane nahe den Wapping Docks. Er ist 6,7 Meter (22 Fuß) breit und 4,5 Meter (16 Fuß) hoch. Die größte Überdeckung  erreicht der Tunnel unter der Hope Street, wo sie 21 Meter (70 Fuß) beträgt. Die Tunnelwände waren weiß getüncht, und bis etwa 1840 wurde der Tunnel mit Gaslicht beleuchtet.
In den 1890er-Jahren erhielt der Tunnel fünf Lüftungsschächte, die sich in der Crown Street ⊙, der Myrtle Street ⊙, dem Blackburne Place ⊙, der Rathbone Street ⊙ und der White Street ⊙ befanden. Nach der Stilllegung des Tunnels wurden die Türme über den Lüftungsschächten in der Myrtle Street und der Rathbone Street entfernt, und die Schächte selbst wurden abgedeckt.

Ventilationsschächte
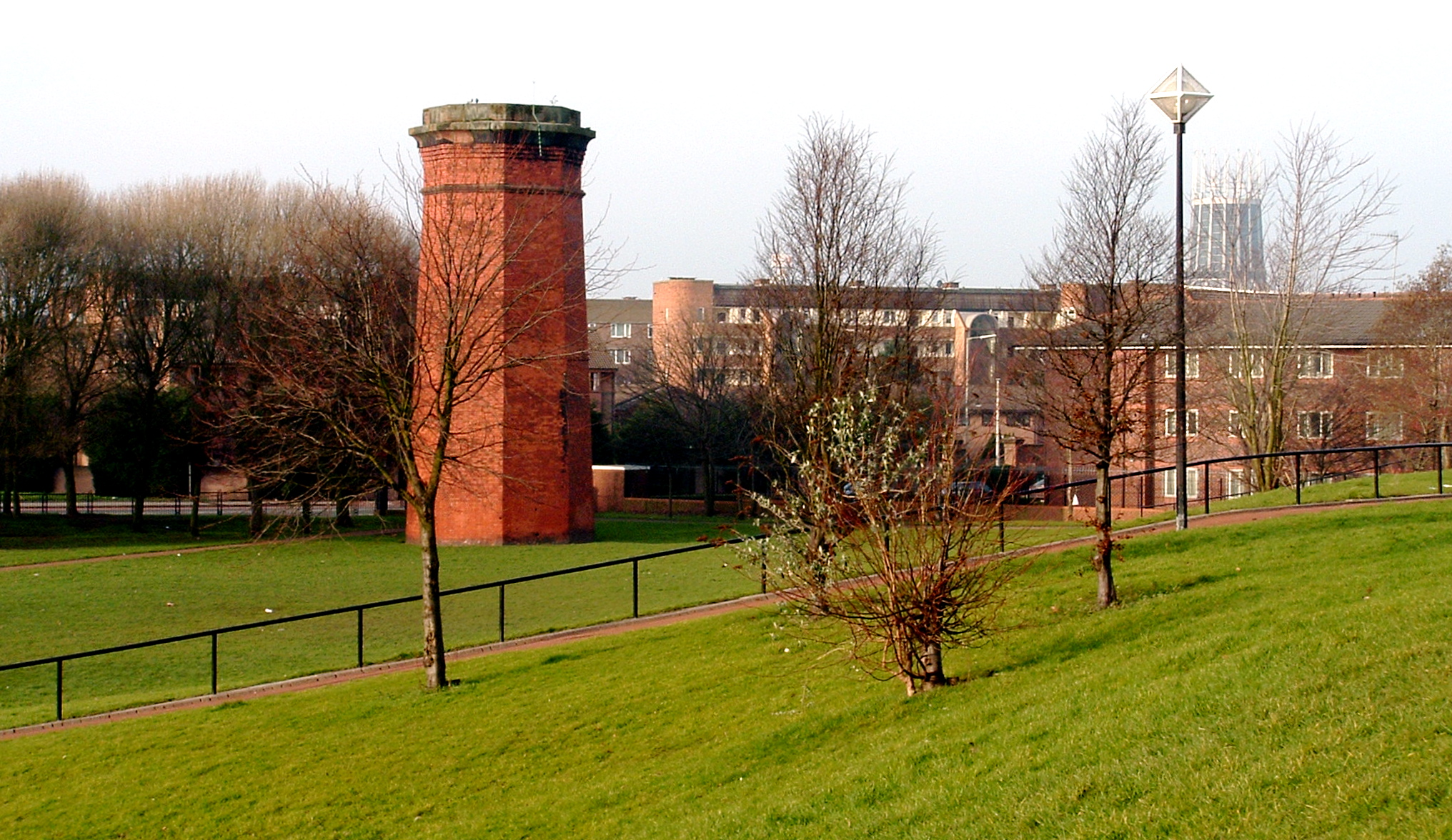
Crown Street
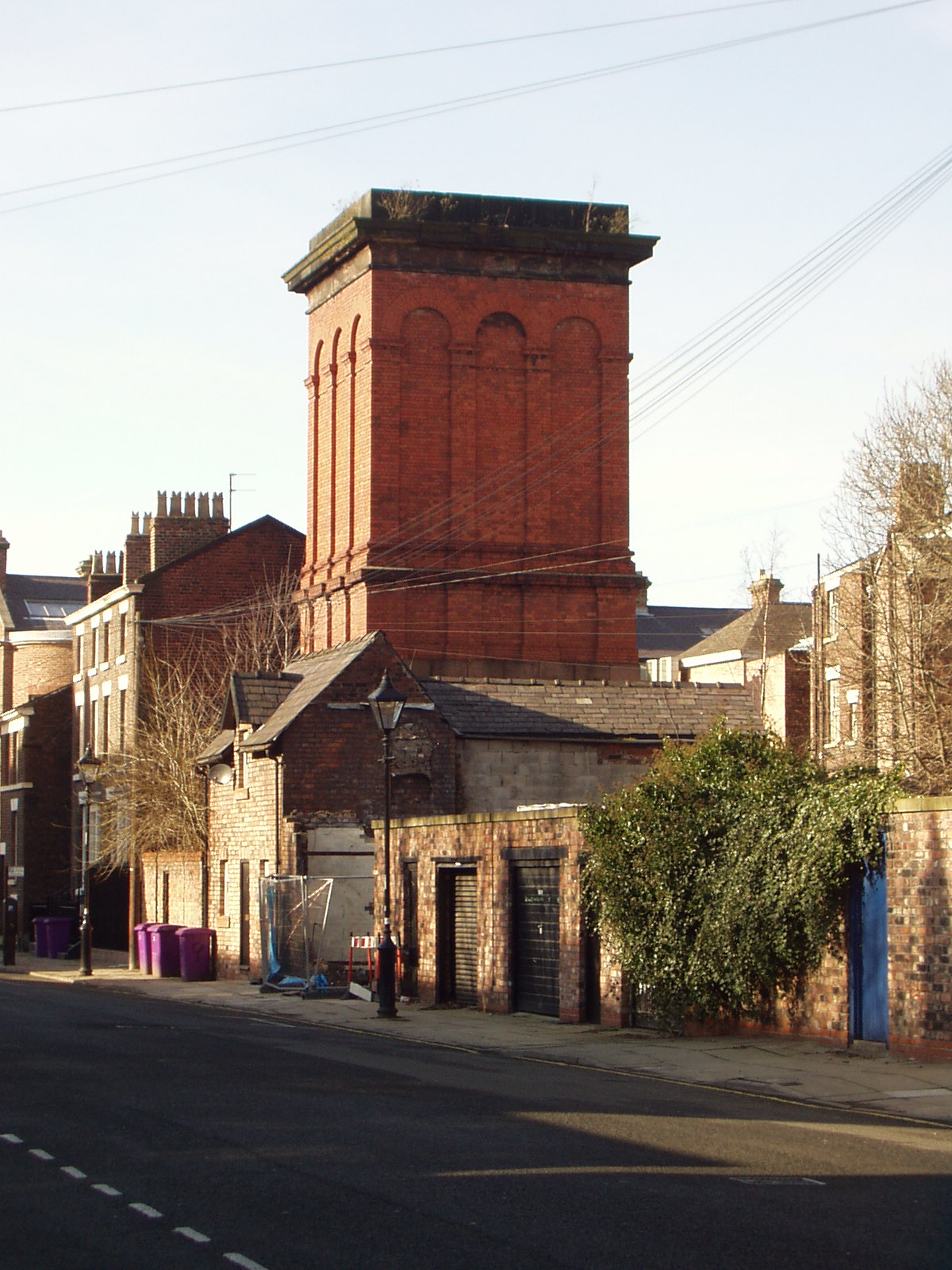
Blackburne Place
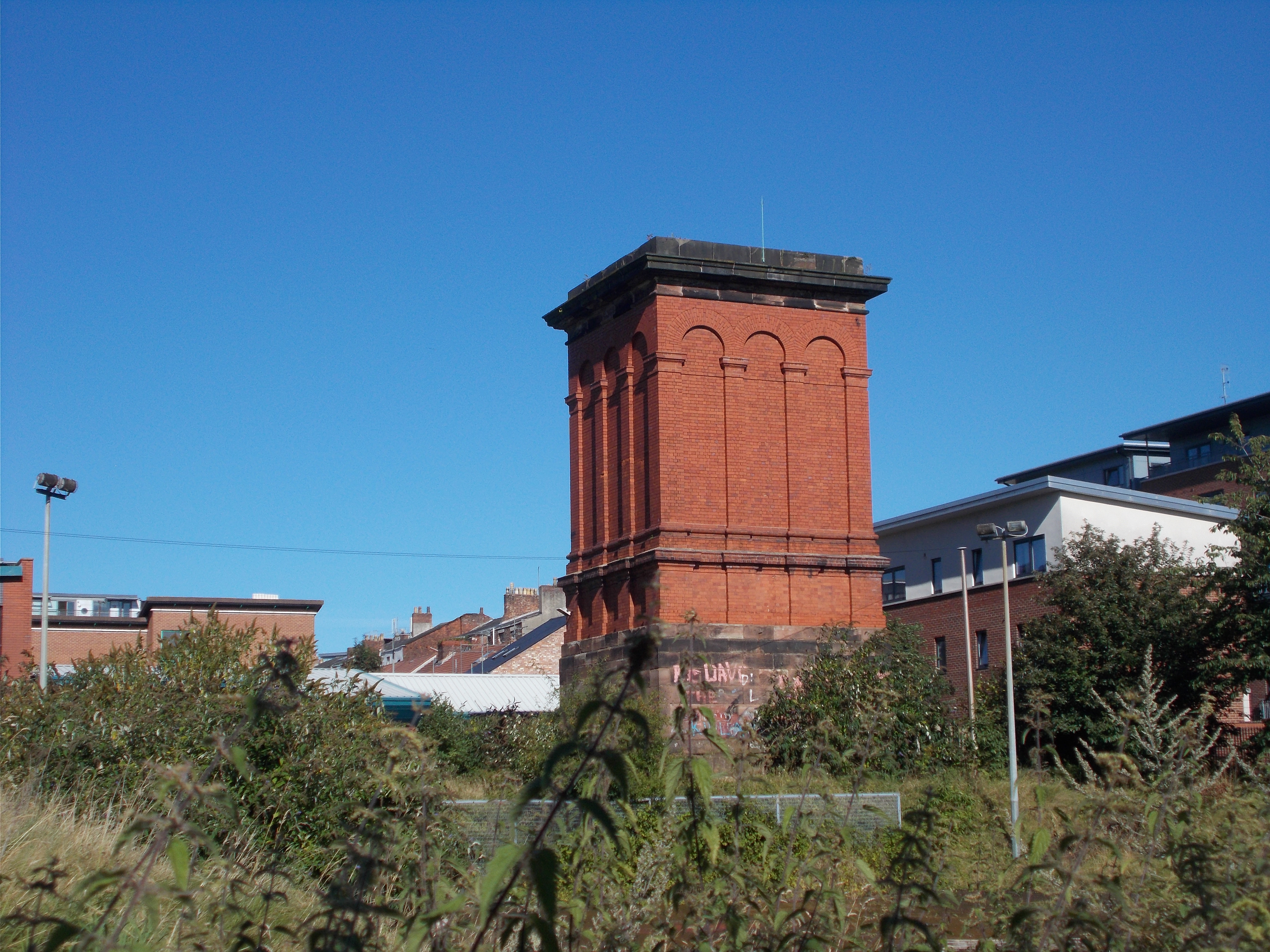
White Street